# Charles Cros
Charles Cros (Fabrezan, 1 de octubre de 1842 - París, 4 de julio de 1888) fue un físico, poeta e inventor francés. 
Inventó la fotografía en color,desarrolló de manera teórica un método para la obtención de fotografías en color, que se basa principalmente en la utilización de una pantalla en la que mecánicamente se depositan finísimas líneas coloreadas de los tres colores fundamentales, y que, colocada delante de una placa fotográfica para filtrar con la pantalla la luz que le llega a la placa, permite obtener la base para producir una imagen fotográfica en color, y, antes que Edison, fue uno de los precursores del fonógrafo, y le dio el nombre de paleófono a su invención. 
El 30 de abril de 1877 envió un sobre a la Academia de Ciencias de París explicando su nuevo invento. 
En paralelo, Thomas Alva Edison patentó su primer fonógrafo el 15 de enero de 1878. Aparentemente Edison y Cros no conocían sus trabajos respectivos.
Cros, también proveyó mejoras a la tecnología del telégrafo. 
Su tumba está en el Cementerio de Montparnasse.

## Ediciones de su obra en español
- 40 poemas, de Charles Cros. Edición y traducción de Luis Martínez de Merlo. Olifante Ediciones de Poesía, 1992.
- Antología Fumista de París. Traducción, edición y notas de Óscar Quadrado Mendoza. Editorial Club de Ostras, 2020.